# Wolfsbach (Wörsbach)
Der Wolfsbach ist ein Bach bei Idstein im hessischen Rheingau-Taunus-Kreis. Er ist ein gut vier Kilometer langer, rechter und südöstlicher Zufluss des Wörsbachs.

## Geographie

### Verlauf
Der Wolfsbach entspringt im Wald nordöstlich von Dasbach, fließt etwa nordwestlich und mündet nach einem etwa 4,1 km langen Lauf in Idstein von rechts in den oberen Wörsbach.
Der 4,1 km lange Lauf des Wolfsbachs endet ungefähr 109 Höhenmeter unterhalb seiner Quelle, er hat somit ein mittleres Sohlgefälle von etwa 27 ‰.

### Zuflüsse
- Dasbach (links) 1,9 km